# Colayrac-Saint-Cirq
Colayrac-Saint-Cirq é uma comuna francesa na região administrativa da Nova Aquitânia, no departamento Lot-et-Garonne. Estende-se por uma área de 21,4 km². Em 2010 a comuna tinha 3 155 habitantes (densidade: 147,4 hab./km²).

## Cidades-irmãs
- San Fior, Itália